# طرح ترور نخست‌وزیر بریتانیا (۲۰۱۷)
طرح ترور نخست‌وزیر بریتانیا (۲۰۱۷) طرحی بود که با اقدام سرویس امنیت داخلی و سرویس ویژه هوایی SAS بریتانیا قبل از به اجرا درآمدن خنثی گردید.
بنا بر گزارشهای آژانسهای خبری از قول مقامات کشور بریتانیا با دستگیری دو تن از اسلامگرایان در ۲۸ نوامبر ۲۰۱۷ این طرح ناموفق ماند.

## طراحی ترور
تروریست‌ها تصمیم داشتند با انفجار درب دفتر نخست‌وزیری در خیابان داونینگ و ایجاد هرج و مرج به داخل دفتر رفته و ترزا می را با چاقو مورد حمله قرار داده و ترور کنند.

## خنثی‌شدن طرح
بنا بر گزارش‌های منتشر شده در ۶ دسامبر ۲۰۱۷، این طرح ۲۸ نوامبر ۲۰۱۷ با بازداشت و دستگیری دو مظنون در لندن که از مدتها پیش تحت نظر و کنترل سرویس امنیت داخلی بریتانیا و پلیس وست‌میدلندز بودند خنثی شد.

## مظنونین
دو مظنون دستگیرشده روز چهارشنبه ۶ دسامبر ۲۰۱۷ در دادگاه وست‌مینستر حاضر می‌شوند تا محاکمه شده و به اتهامات خود پاسخ بدهند.
بنا به گزارش‌های منتشر شده، دو مظنون دستگیرشده عبارتند از:
- «نعیم الزکریا رحمان» ۲۰ ساله، اهل شمال لندن می‌باشد که می‌خواسته طرح را با انفجار درب دفتر و وارد شدن به داخل آن، نخست‌وزیر را با چاقو بکشد.
- «محمد عقیب عمران»، ۲۱ ساله، اهل جنوب شرق بیرمنگام، مظنون دوم می‌باشد که در حال آماده شدن برای اعمال و اقدامات تروریستی بوده و بعد از آن نیز می‌خواسته از کشور خارج شود.[۱][۲]

## اقدامات
- دفتر و اقامتگاه نخست‌وزیر بریتانیا همچنان تحت شدیدترین تدابیر امنیتی می‌باشد.
- بنابر گفته مقامات امنیتی بریتانیا ۹ عملیات تروریستی طی ۱۲ ماه اخیر خنثی شده‌اند.
- طبق گزارش امبر راد، وزیر کشور بریتانیا به پارلمان از سال ۲۰۱۳ که یک سرباز انگلیسی به دست تروریستهای اسلامگرا در لندن کشته شد تا کنون ۲۲ عملیات تروریستی خنثی شده‌اند که پنج مورد آن بعد از حمله به پارلمان بریتانیا که منجر به کشته شدن ۵ نفر شد کشف و خنثی شده‌اند.
- پلیس لندن گزارش کرده‌است که در گذشته از ۲۰۰۰۰ نفر بازجویی یا تحقیق بعمل آمده‌است و برای خنثی کردن این طرح تروریستی نیز ۵۰۰ مورد تحقیق ضد تروریستی دربارهٔ ۳۰۰۰ نفر انجام شده‌است.[۱][۲]

## پیشینه
بنا بر گفته مقامات سرویس امنیتی داخلی بریتانیا تا کنون ۳۶ نفر کشته و بیش از ۲۰۰ زخمی در طی یک سال گذشته بر اثر ۵ اقدام تروریستی در شهرهای لندن و منچستر برجای گذاشته‌است.